# La Dague
Pour les articles homonymes, voir Dague (homonymie).
Pour plus de détails, voir Fiche technique et Distribution.
La Dague (titre original russe : Кортик, Kortik) est un film d'aventures soviétique coréalisé par Vladimir Venguerov et Mikhail Schweitzer aux studios Lenfilm. Sorti en 1954, il est adapté du premier volet de la trilogie d'Anatoli Rybakov, dont les deux autres sont L'Oiseau de bronze et Le Dernier été de l’enfance.

## Synopsis
Dans la petite ville provinciale de Revsk pendant la guerre civile, un garçon de Moscou Myshko vit avec ses grands-parents. Une fois, il a vu comment leur locataire - le commissaire Polevoy - cachait une boîte. Le gang de Nikitsky attaque la ville et capture Polevy. Nikitskyi exige de rendre la carte. La souris aide le commissaire à courir. Polevoy lui parle du secret du poignard

## Fiche technique
- Titre : La Dague
- Titre original : Кортик , Kortik
- Réalisation : Vladimir Venguerov, Mikhail Schweitzer
- Scénario : Anatoli Rybakov, Innokenti Gomello
- Photographie : Veniamin Levitine (ru)
- Caméra : Vladimir Bourykine (ru)
- Direction artistique : Fridrikh Ermler
- Décors : Alekseï Roudiakov (ru), Alekseï Fedotov (ru)
- Musique : Boris Arapov
- Son : Lev Walter
- Montage : Evguenia Makhankova
- Producteur exécutif : Piotr Nikachine (ru)
- Genre : film d'aventures
- Production : Lenfilm
- Format : 1,37:1 - 35mm
- Durée : 88 minutes
- Langue : russe
- Sortie :  Union soviétique : 26 novembre 1954

## Distribution
- Arkadi Tolbouzine (ru) : commissaire Polevoï
- Bruno Freindlich : Vladimir Nikitski/lieutenant Valeri Nikolski
- Boris Arakelov (ru) : Guenka Petrov
- Nina Kratchkovskaïa (ru) : Valia Ivanova
- Guerman Khovanov (ru) : Sviridov, tchékiste
- Natalia Rachevskaïa (ru) : Maria Terentieva
- Constantin Adachevski (ru) : philatéliste
- Sergueï Filippov : Filine, père de Borka "Zhila"
- Volodia Chakhmametiev : Micha Poliakov
- Igor Kasparov : Slava Eldarov
- Valeri Sebekine : Vovka "Biachka" Baranov
- Vitia Brits : Micha Korovine
- Boria Ignatiev : Borka "Zhila"